# Leptogenys alluaudi
Leptogenys alluaudi är en myrart som beskrevs av Carlo Emery 1895. Leptogenys alluaudi ingår i släktet Leptogenys och familjen myror. Inga underarter finns listade i Catalogue of Life.

## Bildgalleri

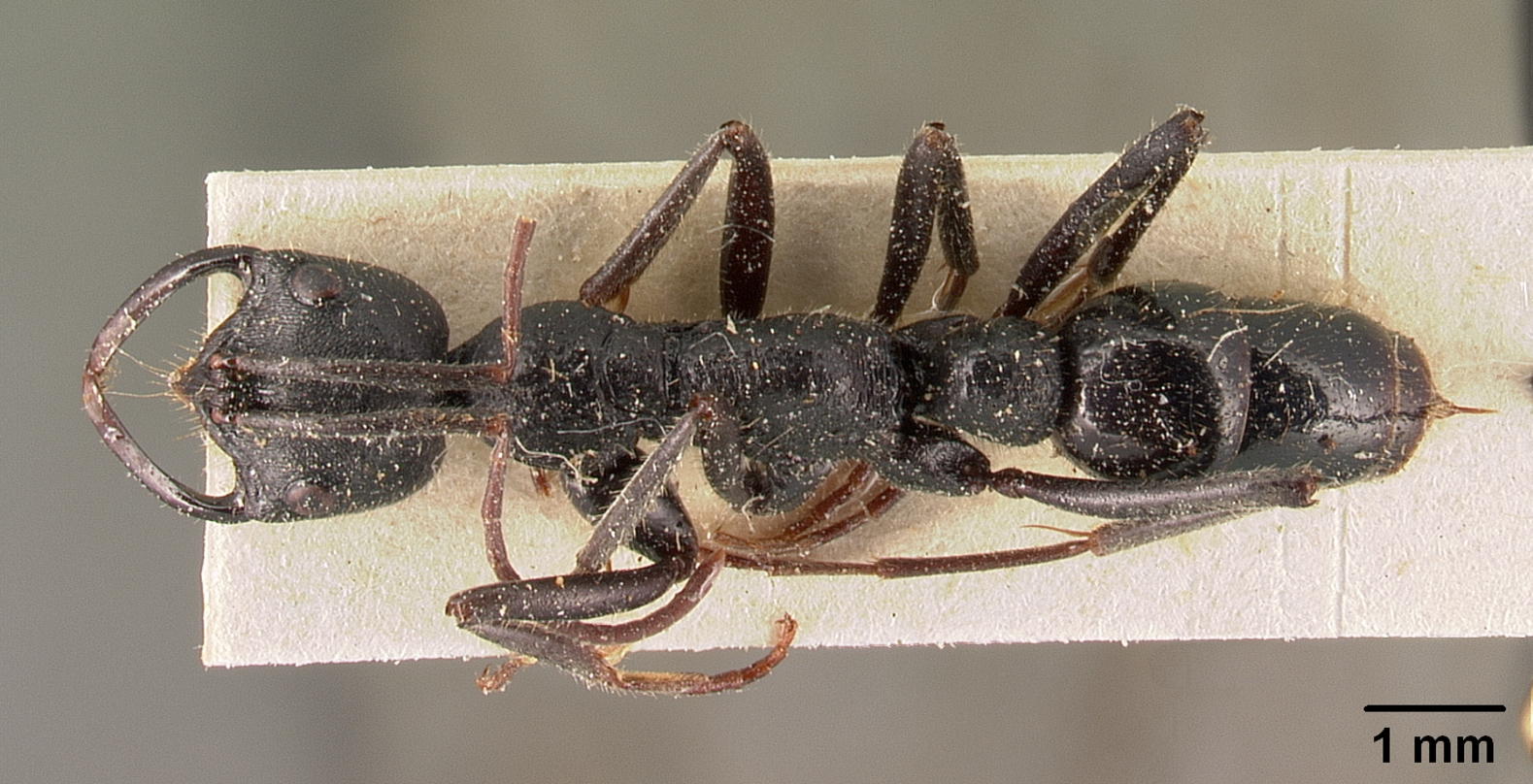
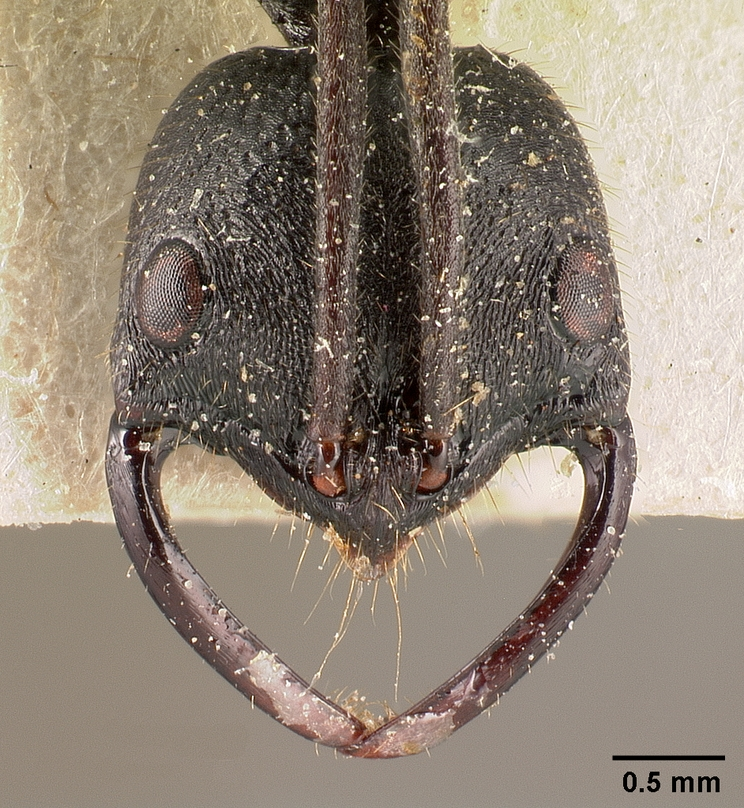
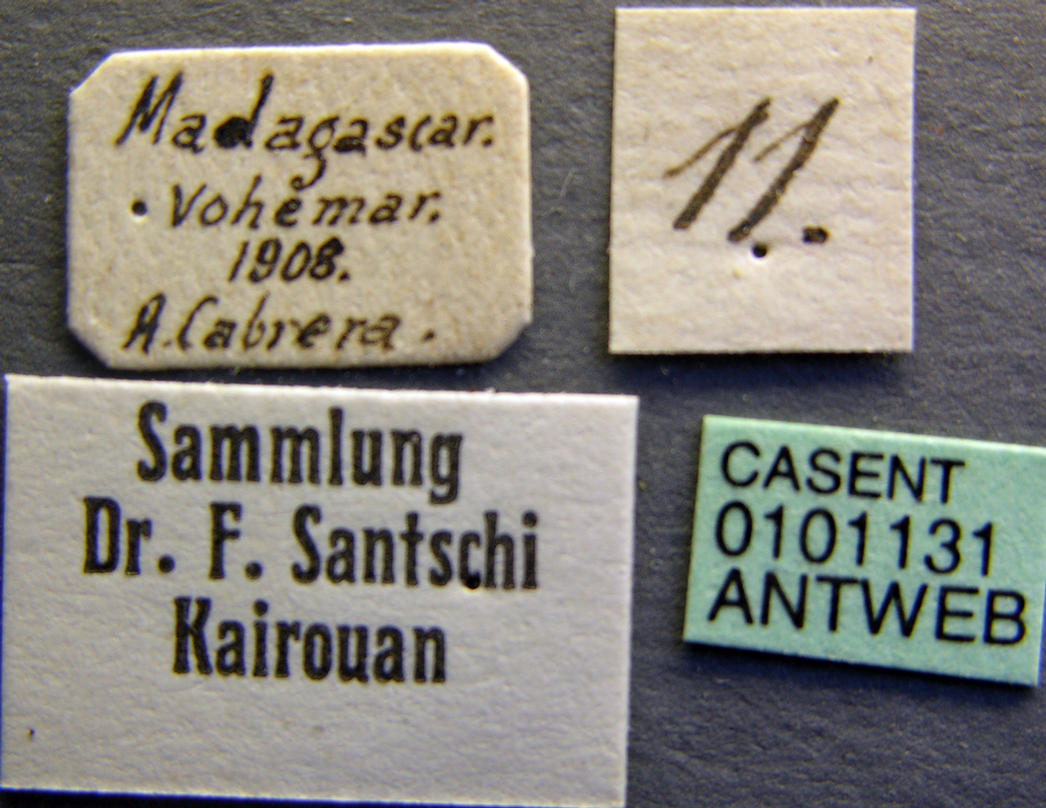
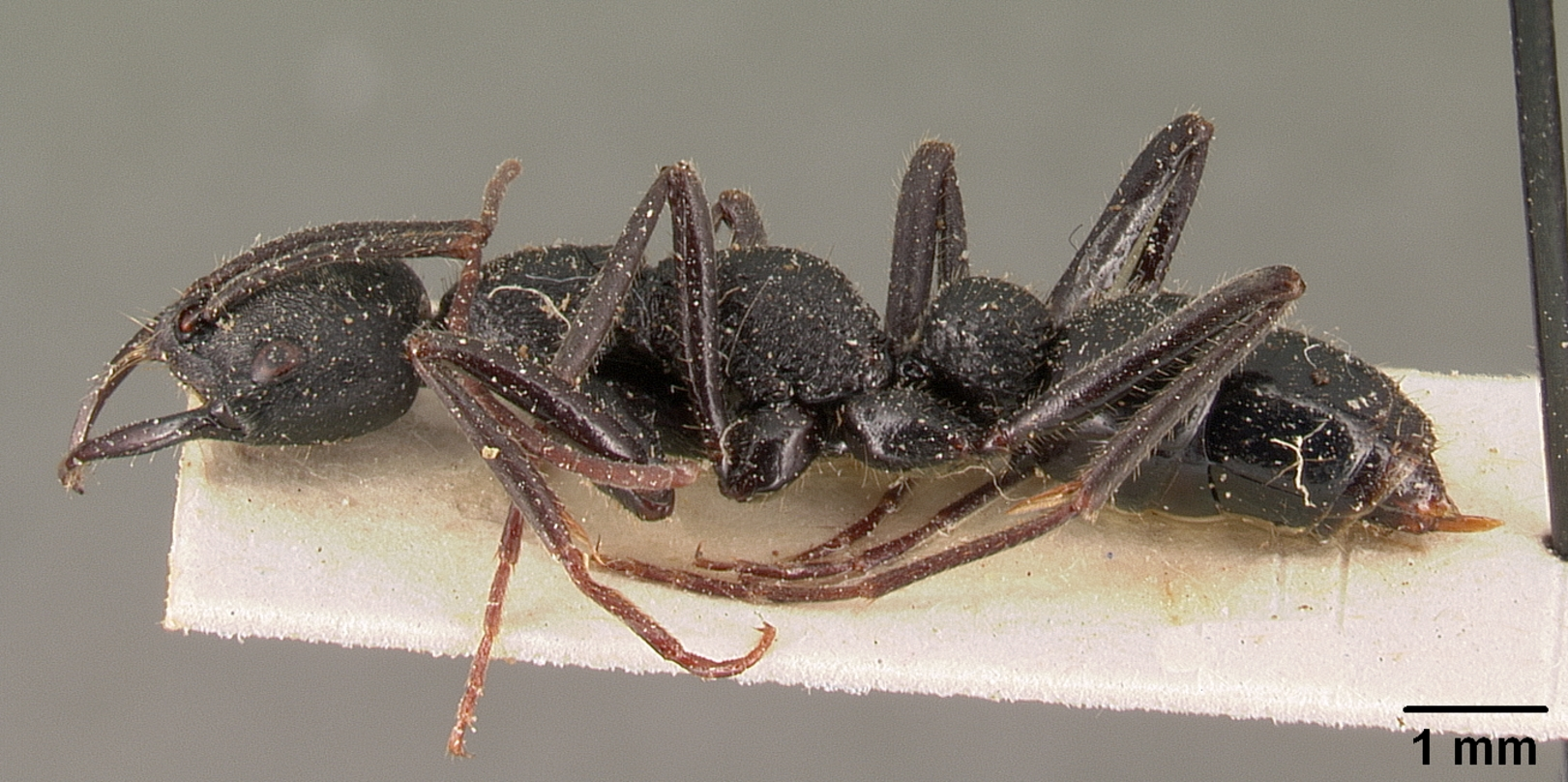